# Kesaria Abramidzé
Kesaria Abramidzé ou Abramidze (en géorgien : კესარია აბრამიძე), née le 18 août 1987 à Tbilissi (RSS de Géorgie) et morte assassinée le 18 septembre 2024 dans la même ville, est une blogueuse, actrice et mannequin géorgienne. Elle est la première personne du pays à se déclarer ouvertement transgenre.

## Biographie

### Jeunesse
Kesaria Abramidzé naît le 18 août 1987 à Tbilissi, alors en république socialiste soviétique de Géorgie. 

### Transition et débuts à la télévision
Avant sa transition, elle fait congeler son matériel génétique à l'extérieur du pays. Elle annonce en 2014 avoir subi une chirurgie de réattribution sexuelle d'homme à femme. Elle est la première personnalité géorgienne à se déclarer ouvertement transgenre. Dès lors, elle devient une figure de la lutte pour les droits des minorités sexuelles et de genre en Géorgie. 
Kesaria Abramidzé est invitée dans plusieurs émissions, notamment la série télévisée Psychopath Games et l'émission Zhure Katsat de Davit Kovziridzé. Elle participe au concours de beauté Miss Trans Global, représentant la Géorgie. Elle devient ensuite l'animatrice de First House sur Rustavi 2.
Elle est considérée comme la femme transgenre la plus célèbre de Géorgie. Kesaria Abramidzé devient influenceuse, cumulant plus de 500 000 abonnés sur Instagram.
Elle prend position en faveur de la lutte contre les violences conjugales, accusant le gouvernement de ne pas en faire assez pour les limiter. Dans un post publié en avril 2024, Kesaria Abramidzé dit être victime de violences physiques et psychologiques de la part du partenaire qu'elle fréquente depuis deux ans. Elle affirme aussi avoir dû s'installer temporairement à l'étranger pour y faire face,.

### Assassinat
Kesaria Abramidzé est retrouvée morte le 18 septembre 2024 à son domicile, dans la banlieue de Tbilissi, un jour seulement après que le Parlement géorgien, dominé par le parti conservateur Rêve géorgien, a adopté une loi anti-LGBT (en),,. Les vidéos des caméras de surveillance montrent un homme entrer puis ressortir rapidement de l'appartement de Kesaria Abramidzé, avant que des voisins ne retrouvent le corps de la victime, attirés par le bruit. L'influenceuse a été tuée de « multiples coups de couteau ». 
Une enquête est ouverte pour « meurtre avec préméditation et circonstance aggravante de cruauté liée à l’identité de genre ». Le lendemain, un homme de 26 ans, appelé Beka Jaiani, est arrêté à l'aéroport international de Koutaïssi à la suite de ce crime. Il aurait eu une relation avec le mannequin et l'aurait menacée. Peu de temps avant le crime, la mannequin aurait dévoilé sa relation avec Jaiani sur les réseaux sociaux, ce que l'homme n'aurait pas supporté, souhaitant la garder secrète.  
Le crime provoque un choc dans le pays et est dénoncé par le procureur général géorgien, Levan Iosseliani, et la présidente du pays, Salomé Zourabichvili. Cette dernière estime qu'il doit servir de signal d'alerte pour la société dans son ensemble et « réveiller la société géorgienne ». Le porte-parole du Haut-Commissariat des Nations unies aux droits de l'homme condamne également les faits,.